# Sistema de Colegios Humanísticos Costarricenses
El Sistema de Colegios Humanísticos Costarricenses, conocido por sus siglas como SCHC, es un conjunto de cuatro instituciones de educación secundaria asociadas a la Universidad Nacional de Costa Rica. Los Colegios Humanísticos Costarricenses son académicos, preuniversitarios, públicos y responden al plan de estudios de educación diversificada del Ministerio de Educación Pública.

## Historia
La idea de crear un sistema de Colegios Humanísticos Costarricenses la adoptó el Consejo Superior de Educación, el 30 de septiembre de 1997. Unas semanas después, el 16 de octubre de 1997, se estableció su creación mediante el Decreto Ejecutivo 26436, cuando Sonia Marta Mora era la vicerrectora académica de la Universidad Nacional, Luz Emilia Flores Davis la Directora de Docencia y Eduardo Doryan Garrón el ministro de Educación Pública. Menos de un mes después, se abrió el primer proceso de admisión. El Colegio Humanístico Costarricense - Campus Omar Dengo inició sus lecciones el 13 de febrero de 1998, con un grupo de décimo grado compuesto de 30 estudiantes. En aquel tiempo, el colegio impartía sus clases en las instalaciones del Centro de Investigación y Docencia en Educación (CIDE), de la Universidad Nacional, en Heredia.
Mediante el acuerdo n.° 312, publicado en La Gaceta n.° 115 del 17 de junio de 2003, se aprobó la creación de un segundo Colegio Humanístico, ubicado en Corredores (Sede Regional Brunca), al sur del país. Con este acuerdo, surgió el Colegio Humanístico Costarricense - Campus Coto, el cual inició sus lecciones en el 2004.
El 25 de julio de 2016, bajo el marco del 192 aniversario de la anexión del Partido de Nicoya, el Ministerio de Educación Pública (MEP), la Universidad Nacional (UNA) y el presidente de la República, firmaron la intención para abrir un colegio humanístico en Nicoya (Sede Regional Chorotega). Luego, el 1° de septiembre de ese mismo año, se firmó la creación del cuarto colegio: este se ubica en Sarapiquí (Sede Regional Huetar Norte y Caribe). En el año 2017, iniciaron sus clases ambos (Campus Nicoya y Campus Sarapiquí).

### Nuevo recinto del Campus Omar Dengo
En el 2009, se inauguró el actual recinto del Colegio Humanístico - Campus Omar Dengo. Con estas nuevas instalaciones, el Colegio ya no estaría adentro de la Universidad Nacional, sino que tendría su propio edificio, el cual se encuentra cerca. Además, expandió su capacidad; pasó de tener dos aulas (una para décimo y otra para undécimo) a tener cuatro aulas (dos para cada nivel), y al mismo tiempo, aumentó su cupo de estudiantes de 30 a 60 (aproximadamente). Además, el nuevo edificio cuenta con laboratorio de cómputo, sala de expresión artística, sala de idiomas, biblioteca, comedor estudiantil, zonas verdes, así como sala de reuniones y de profesores. 

### Gobierno estudiantil parlamentario
En el año 2012, ante la inexistencia de un gobierno estudiantil y la necesidad de este, se instaló en el Campus Omar Dengo un sistema de gobierno con régimen político parlamentario. El Sistema de Colegios Humanísticos es el único a nivel nacional que utiliza un gobierno estudiantil parlamentarista, ya que los demás utilizan un sistema presidencialista. El proyecto de implementar un parlamento estudiantil fue impulsado por los profesores Roberto Rojas (actual decano del Centro de Estudios Generales de la UNA) y Manuel Rojas. El Parlamento Estudiantil es regido por la Normativa Institucional y la Constitución Política de cada sede, así como por la Constitución Política vigente de Costa Rica. El 3 de junio de 2013, se llevó a cabo el primer traspaso de poderes.
El parlamentarismo fue adoptado posteriormente por los demás Colegios Humanísticos.
En 2018, se llevó a cabo el primer congreso entre los cuatro gobiernos parlamentarios (uno de cada sede), en el Edificio de Estudios Generales de la Universidad Nacional. Se conformó lo que se llamaría el Parlamento Nacional Estudiantil del Sistema de Colegios Humanísticos Costarricenses.

## Malla curricular
La malla curricular de los Colegios Humanísticos Costarricenses está dividida en dos áreas: una área general y otra de profundización. 
El área general corresponde a las asignaturas académicas impartidas en los colegios públicos académicos del Sistema Educativo Nacional: Matemáticas, Español, Estudios Sociales, Educación Cívica, Biología, Física, Química, Inglés, Francés, Filosofía, Psicología, Informática, Educación Física, Educación Religiosa y Orientación.
El área de profundización corresponde a seis cursos adicionales que responden directamente a la malla curricular del Centro de Estudios Generales (CEG) de la UNA. Parte del área de profundización, corresponde a realizar una investigación interdisciplinaria (tesina) sobre la realidad nacional.

## Sedes
Actualmente, existen cuatro sedes distribuidas en el territorio nacional, cada una con independencia administrativa y ejecutiva.
- Campus Omar Dengo, en Heredia.
- Campus Coto, en Corredores de Puntarenas.
- Campus Nicoya, en Guanacaste.
- Campus Sarapiquí, en Horquetas de Sarapiquí.

## Requisitos de ingreso
- Estar cursando noveno año en educación formal diurna (no tener materias pendientes de otros niveles).
- Promedio mayor o igual de 85 en las materias básicas (Matemáticas, Estudios Sociales, Español, Ciencias, Inglés y Francés), durante 7°, 8° y 9°.
- Disposición hacia la excelencia académica.
- Realizar el proceso de admisión en las fechas establecidas.

## Actividades anuales
Como parte del desarrollo personal, académico y humanístico para sus estudiantes, los Colegios Humanísticos Costarricenses organizan y participan anualmente en diversas actividades de formación, entre las que destacan:
- Olimpiadas Nacionales de Matemática
- Olimpiadas Nacionales de Biología
- Olimpiadas Nacionales de Química
- Olimpiadas Nacionales de Física
- Festival Estudiantil de las Artes (FEA)
- Feria de Ciencia y Tecnología
- Convivio Artístico
- Convivio Deportivo
- Convivio Interpersonal
- Intercambios internacionales
- Giras académicas por Costa Rica
- Asistencia a charlas, foros y conferencias de personalidades nacionales e internacionales en distintos ámbitos

## Instituciones hermanas
Los Colegios Humanísticos mantienen relación con varios colegios a nivel internacional, con los que realiza intercambios estudiantiles anualmente.
- Colegio Universitario Central "General José de San Martín" (CUC), Mendoza, Argentina.
- Liceo Agrícola y Enológico "Domingo Faustino Sarmiento" (LAE), Mendoza, Argentina.
- Lycée François Couperin, Fontainebleau, Francia.
- Gesamtschule Schinkel (GSS), Osnabrück, Alemania.

## Estudiantado notable
Algunas personas egresadas destacadas son:
- David Astorga, cantante de ópera y tenor.
- Katherine González, arquitecta, imitadora y humorista.[11]
- Stefani Díaz Valerio, microbióloga y bioquímica.[12]